# Монталто ди Кастро
Монта̀лто ди Ка̀стро (на италиански: Dicomano) е градче и община в Централна Италия, провинция Витербо, регион Лацио. Разположено е на 42 m надморска височина. Населението на общината е 8976 души (към 2010 г.).